# Pierre Bouvier
Pierre Charles Bouvier (ur. 9 maja 1979 w Montrealu) – kanadyjski wokalista grupy rockowej Simple Plan. Karierę muzyczną rozpoczął w wieku 13 lat w zespole Reset łącząc funkcje wokalisty i basisty. W zespole tym grał także Chuck Comeau – obecnie perkusista Simple Plan.
Przed i po części w trakcie jego kariery muzycznej, Bouvier pracował jako kucharz w restauracji barbecue o nazwie St-Hubert rodzinnym Montrealu. W wieku 13 lat założył punkowo-rockowy zespół Reset ze szkolnym kolegą Chuckiem Comeau. Niezadowolony z kierunku artystycznego zespołu, Bouvier przyczynił się do powstania Simple Plan, w którym jest liderem. Wraz z Comeau, pisze teksty. Dodatkowo, Bouvier był oryginalnym basistą zespołu, dopóki stanowisko nie zostało uzyskane przez Davida Desrosiers, kiedy później dołączył do zespołu.
Występując na żywo, Pierre gra czasem na gitarze (elektrycznej i akustycznej) w odniesieniu do niektórych piosenek. Podczas trasy koncertowej z zespołem Zebrahead, Pierre zastąpił także ich perkusistę i zagrał z nimi kawałek “Wasted” (jedną ze swoich ulubionych piosenek). Pierre prowadził także na MTV program 'Damage control'. Pierre wraz z Chuckiem i Patrickiem założył własną firmę odzieżową Role Model Clothing produkującą punkowe ciuchy. Chłopcy często noszą je na teledyskach i koncertach. Uczęszczał do Kolegium Beaubois, wyższej szkoły w Montrealu wraz z innymi członkami zespołu: Sébastienem Lefebvre, Jeffem Stinco i Chuckiem Comeau (David Desrosiers nie uczęszczał do tej szkoły). Bouvier aktualnie zaręczony jest z Lachelle Farrar.